# CP-93129
CP-93129是一种有机化合物，分子式C12H13N3O，可作为部分血清素受体的激动剂，由輝瑞公司开发。